# US Open 2026
|  | Denne artikel indeholder information om en fremtidig sportsbegivenhed Der kan forekomme spekulativ information, og indholdet kan ændres dramatisk når arrangementet nærmer sig og mere information bliver tilgængelig. |

US Open 2026 er en tennisturnering, der bliver spillet udendørs på hardcourt-baner i perioden 31. august - 13. september 2026 i USTA Billie Jean King National Tennis Center i New York City, USA. Det er den 146. udgave af mesterskabet og den fjerde og sidste grand slam-turnering i 2026. Kvalifikationen i singlerækkerne spilles samme sted den 25. - 28. august 2026.

## Præmier
Den samlede præmiesum for US Open 2026 andrager $ ??.???.???, hvilket er en stigning på ???? % i forhold til året før. Den samlede præmiesum i mesterskabsrækkerne andrager $ ??.???.???, og præmierne er fordelt som vist nedenfor.
| Pengepræmier ekskl. per diem | Pengepræmier ekskl. per diem | Pengepræmier ekskl. per diem | Pengepræmier ekskl. per diem |
| Resultat                     | Single                       | Double                       | Mixed double                 |
| Resultat                     | Pr. spiller                  | Pr. par                      | Pr. par                      |
| ---------------------------- | ---------------------------- | ---------------------------- | ---------------------------- |
| Vindere                      | $                            | $                            | $                            |
| Finalister                   | $                            | $                            | $                            |
| Semifinalister               | $                            | $                            | $                            |
| Kvartfinalister              | $                            | $                            | $                            |
| Tabere i 4. runde            | $                            | -                            | -                            |
| Tabere i 3. runde            | $                            | -                            |                              |
| Tabere i 2. runde            | $                            | $                            | $                            |
| Tabere i 1. runde            | $                            | $                            | $                            |
| Tabere i 3. kval.runde       | $                            | -                            | -                            |
| Tabere i 2. kval.runde       | $                            | -                            | -                            |
| Tabere i 1. kval.runde       | $                            | -                            | -                            |

Pengepræmierne i opvisningsturneringerne med deltagelse af tidligere stjerner og rækkerne for kørestolstennis androg $ ?.???.???. Derudover var der afsat $ ?.???.??? til per diem-udbetalinger.

## Resultater
Resultaterne fra ottendedelsfinalerne og frem i singlerækkerne og fra kvartfinalerne og frem i doublerækkerne vises nedenfor. For komplette resultater henvises til de uddybende artikler.

### Juniorer
Finalerne i juniorrækkerne fik følgende resultater.
| Række        | Vinder      | Finalist    | Resultat |
| ------------ | ----------- | ----------- | -------- |
| Drengesingle | [[]]        | [[]]        | –, –, –  |
| Pigesingle   | [[]]        | [[]]        | –, –, –  |
| Drengedouble | [[]] · [[]] | [[]] · [[]] | –, –, –  |
| Pigedouble   | [[]] · [[]] | [[]] · [[]] | –, –, –  |

### Kørestolstennis
Finalerne i rækkerne for kørestolstennis fik følgende resultater.
| Række       | Vinder      | Finalist    | Resultat |
| ----------- | ----------- | ----------- | -------- |
| Herresingle | [[]]        | [[]]        | –, –, –  |
| Damesingle  | [[]]        | [[]]        | –, –, –  |
| Herredouble | [[]] · [[]] | [[]] · [[]] | –, –, –  |
| Damedouble  | [[]] · [[]] | [[]] · [[]] | –, –, –  |
| Quad single | [[]]        | [[]]        | –, –, –  |
| Quad double | [[]] · [[]] | [[]] · [[]] | –, –, –  |

### Invitationsturneringer
Finalerne i invitationsturneringerne for tidligere topspillere, "champions", fik følgende resultater..
| Række       | Vinder      | Finalist    | Resultat |
| ----------- | ----------- | ----------- | -------- |
| Herredouble | [[]] · [[]] | [[]] · [[]] | –, –, –  |
| Damedouble  | [[]] · [[]] | [[]] · [[]] | –, –, –  |